# Batajsa
Batajsa (arab. بتيسة) – wieś w Syrii, w muhafazie Hims. W 2004 roku liczyła 688 mieszkańców.